# Liga de Bonaire 2019-20
La Liga de Bonaire 2019-20 fue la edición número 50 de la Liga de Bonaire. 
La temporada comenzó el 25 de octubre de 2019 y fue abandonada después de la undécima fecha debido a la pandemia de COVID-19. La liga aumentó de ocho equipos en la temporada anterior a diez en esa temporada con la incorporación de Young Boys y Arriba Perú.

## Formato
En el torneo participan 10 equipos que juegan dos veces entre sí mediante el sistema todos contra todos, totalizando 18 partidos cada uno. Al término de las 18 jornadas el equipo que sume más puntos será el campeón, y si cumplir con los requisitos establecidos, podrá participar en la CONCACAF Caribbean Club Shield 2021.

## Clasificación
| Pos. | Equipo               | Pts. | PJ | G  | E | P  | GF | GC | Dif. | Clasificación 2020                                             |
| ---- | -------------------- | ---- | -- | -- | - | -- | -- | -- | ---- | -------------------------------------------------------------- |
| 1    | SV Real Rincón       | 31   | 11 | 10 | 1 | 0  | 51 | 44 | +7   | Campeón y clasificado a la CONCACAF Caribbean Club Shield 2021 |
| 2    | SV Atlétiko Flamingo | 27   | 11 | 9  | 0 | 2  | 41 | 11 | +30  |                                                                |
| 3    | SV Uruguay           | 26   | 11 | 8  | 2 | 1  | 38 | 10 | +28  |                                                                |
| 4    | SV Vespo             | 24   | 11 | 7  | 3 | 1  | 31 | 15 | +16  |                                                                |
| 5    | SV Estrellas         | 16   | 11 | 5  | 1 | 5  | 27 | 23 | +4   |                                                                |
| 6    | SV Vitesse           | 12   | 11 | 3  | 3 | 5  | 14 | 20 | −6   |                                                                |
| 7    | SV Juventus          | 7    | 11 | 1  | 4 | 6  | 11 | 29 | −18  |                                                                |
| 8    | Atlétiko Tera Corá   | 7    | 11 | 1  | 4 | 6  | 8  | 35 | −27  |                                                                |
| 9    | SV Young Boys        | 4    | 11 | 1  | 1 | 9  | 8  | 32 | −24  |                                                                |
| 10   | ASCD Arriba Perú     | 1    | 11 | 0  | 1 | 10 | 13 | 53 | −40  |                                                                |

Actualizado a los partidos jugados el 15 de marzo de 2020.
 Fuente: RSSSF

## Goleadores[2]
- Actualizado el 15 de marzo de 2020.

| Jugador           | Club                 | Goles |
| ----------------- | -------------------- | ----- |
| Jermaine Windster | SV Uruguay           | 16    |
| Edshel Martha     | SV Real Rincón       | 11    |
| Yurick Seinpaal   | SV Atlétiko Flamingo | 10    |
| Lacey Pauletta    | SV Real Rincón       | 9     |
| Leroy van Dongen  | SV Uruguay           | 8     |
| Giandro Steba     | SV Atlétiko Flamingo | 8     |
| Jursten Trinidad  | SV Vespo             | 8     |